# Bedwell
Bedwell – dzielnica miasta Stevenage, w Anglii, w Hertfordshire, w dystrykcie Stevenage. W 2011 roku dzielnica liczyła 7015 mieszkańców.